# 女子高生サバイバル・ドライブ
『女子高生サバイバル・ドライブ』（原題：Five across the eyes）は、アメリカ合衆国の映画作品。

## キャスト
※括弧内は日本語吹替え
- キャロライン - アンジェラ・ブルンダ（頼経明子）
- イザベラ - サンドラ・パダッチ（片渕忍）
- ジェイミー - ダニエル・リリー（藤田昌代）
- ステファニー - ジェニファー・バーネット（佐藤麻衣子）
- メラニー - ミア・イー（いのこざゆき）
- ドライバー - ヴェロニカ・ガルシア（山像かおり）